# Isthmohyla xanthosticta
Isthmohyla xanthosticta là một loài ếch trong họ Nhái bén.
Nó được cho là loài đặc hữu của Costa Rica.
Môi trường sống tự nhiên của nó là các khu rừng vùng núi ẩm nhiệt đới hoặc cận nhiệt đới, sông, đầm nước ngọt, và đầm nước ngọt có nước theo mùa.